# Copa de Campeones Magreb
La Copa de Campeones Magreb fue una competición de fútbol a nivel de clubes en la que participaban los campeones nacionales de las ligas de África del Norte organizada por la Unión Magreb de Fútbol durante los años 1970. Participaron los campeones árabes con excepción de Mauritania y el campeón de Libia solo participó en la primera edición.

## Resultados
| 1970 | Algiers    | CR Belcourt   | 2 – 2 (4–3) p   | CS Sfaxien       | Al-Ittihad Club | 0 – 0 (5–4) p   | Wydad Casablanca |
| 1971 | Ida/Vuelta | CR Belcourt   | n/a             | ES Tunis         | FAR Rabat       | FAR Rabat       | FAR Rabat        |
| 1972 | Casablanca | CR Belcourt   | 2 – 1           | CS Sfaxien       | RS Settat       | 1 – 0           | MC Oran          |
| 1973 | Tunis      | ES Sahel      | 2 – 0           | CR Belcourt      | ADM Casablanca  | 1 – 1 (4 – 3) p | MO Constantine   |
| 1974 | Algiers    | Club Africain | 2 – 0           | JS Kabylie       | ES Sahel        | 1 – 0           | KAC Kénitra      |
| 1975 | Casablanca | Club Africain | 2 – 0 (t.e.)    | Raja Beni Mellal | ES Tunis        | 0 – 0 (4 – 3) p | JS Kabylie       |
| 1976 | Tunis      | Club Africain | 1 – 1 (4 – 2) p | MC Alger         | ES Tunis        | 4 – 2           | MC Oujda         |

## Títulos

### Por equipo
| # | Club                 | Títulos | Finalista | Tercer Lugar |
| - | -------------------- | ------- | --------- | ------------ |
| 1 | CR Belouizdad        | 3       | 1         | 0            |
| 2 | Club Africain        | 3       | 0         | 0            |
| 3 | ES Sahel             | 1       | 0         | 1            |
| 4 | CS Sfaxien           | 0       | 2         | 0            |
| 5 | ES Tunis             | 0       | 1         | 2            |
| 6 | JS Kabylie           | 0       | 1         | 0            |
| 6 | MC Alger             | 0       | 1         | 0            |
| 6 | Raja Beni Mellal     | 0       | 1         | 0            |
| 9 | Al-Ittihad Club      | 0       | 0         | 1            |
| 9 | FAR Rabat            | 0       | 0         | 1            |
| 9 | Racing AC Casablanca | 0       | 0         | 1            |
| 9 | RS Settat            | 0       | 0         | 1            |